# Район Акіха
37°47′19″ пн. ш. 139°6′52″ сх. д. / 37.78861° пн. ш. 139.11444° сх. д.
Райо́н Акіха́ (яп. 秋葉区, あきはく, МФА: [akʲiha ku̥], «Осінньолистний район») — район міста Ніїґата префектури Ніїґата в Японії. Станом на 1 квітня 2009 площа району становила 95,38 км². Станом на 1 червня 2011 населення району становило 77 170 осіб.